# Battaglia di Queguay Chico
La battaglia di Queguay Chico fu uno scontro armato combattuto il 4 luglio 1818 nell'ambito dell'invasione luso-brasiliana della Provincia Orientale del Río de la Plata nei pressi del fiume Queguay Chico, attualmente nel territorio del dipartimento di Paysandú, in Uruguay.
Una colonna dell'esercito del Regno Unito di Portogallo, Brasile e Algarve, guidata da Bento Manuel Ribeiro, riuscì a individuare l'accampamento del caudillo orientale José Gervasio Artigas e a sconfiggerlo, ma fu a sua volta sorpresa dall'arrivo della divisione di Fructuoso Rivera, luogotenente di Artigas, che riuscì a mettere in fuga i luso-brasiliani.

## Antefatti
Dopo la vittoriosa battaglia del Catalán del 4 gennaio 1817, il marchese di Alegrete, governatore del Rio Grande do Sul, aveva restituito il comando del fronte settentrionale del conflitto al generale Joachim Xavier Curado. Questi si era accampato sulla sponda destra del Río Cuareim, preoccupato di non farsi tagliare i collegamenti con le retrovie dalla guerriglia nel caso di un'avanzata in territorio orientale; nel frattempo, alla fine del 1817 una pattuglia luso-brasiliana guidata da Bento Manuel Ribeiro riuscì a intercettare e sconfiggere i 300 soldati di Entre Ríos comandati da José Antonio Berdún, che fu catturato e condotto prigioniero a Rio de Janeiro. Il 22 marzo 1818 Curado decise di levare l'accampamento e penetrò nel territorio della Provincia Orientale.
Di fronte all'avanzata nemica, José Gervasio Artigas ordinò a Francisco Ramírez e Gorgonio Aguiar di difendere la sponda occidentale del fiume Uruguay e ad Andrés Guazurary di spostarsi più a sud, per attaccare la retroguardia luso-brasiliana. Il 3 aprile 1818, tuttavia, Bento Manuel Ribeiro riuscì ad intercettare e a catturare nei pressi del torrente Valentín Juan Antonio Lavalleja, comandante dell'avanguardia di Artigas, che si era avvicinato imprudentemente all'esercito nemico durante una missione di esplorazione.
Il 7 aprile, il maresciallo João de Deus Mena Barreto inflisse una pesante sconfitta ad una pattuglia orientale nei pressi delle sorgenti del Guaviyú, mentre due giorni dopo lo stesso Curado occupò la località di Purificación, fino a pochi giorni prima quartier generale di Artigas. Il 12 maggio, la pattuglia di Ribeiro entrò in contatto con la flottiglia dell'ammiraglio Sena Pereira, che, proveniente da Montevideo, stava risalendo il fiume Uruguay; in tal modo i luso-brasiliani erano riusciti a mettere in comunicazione tra di loro l'esercito di Carlos Frederico Lecor e quello di Curado. Preoccupato della presenza delle batterie fatte installare da Artigas sulla sponda destra del fiume, il generale luso-brasiliano ordinò a Ribeiro di distruggerle; questi, alla testa di 560 uomini, attraversò l'Uruguay e portò a termine il compito assegnato, catturando Aguiar e respingendo Ramírez, reincorporandosi poi con il grosso dell'esercito.
Il principale luogotenente di Artigas rimasto a difendere la Banda Oriental, Fructuoso Rivera, riuscì tra il 21 maggio e il 14 giugno a sorprendere alcune pattuglie portoghesi sul fiume Queguay Chico e sul Chapicuy, prendendo numerosi prigionieri e impossessandosi di cavalli e approvvigionamenti. Nel campo avverso, su ordine di Curado il 26 giugno Ribeiro abbandonò l'accampamento luso-brasiliano e si diresse verso sud, in direzione del fiume Queguay Chico, dove si era appostato Artigas con i suoi uomini.

## La battaglia
All'alba del 4 luglio 1818 Ribeiro attaccò di sorpresa l'accampamento di Artigas, posto sulla sponda sinistra del Queguay Chico, causando alle truppe orientali un gran numero di morti e prigionieri; tra questi ultimi figurava anche Miguel Barreiro, che fino alla capitolazione di Montevideo era stato delegato da Artigas al governo civile della città. I soldati orientali si dispersero dopo aver lasciato al nemico l'artiglieria e i cavalli.
Accampato più a nord, a 15 km di distanza, Rivera accorse con la sua avanguardia e arrivò sul luogo dello scontro alle 8 di mattina, qualche ora dopo la sconfitta di Artigas; i luso-brasiliani furono duramente sconfitti e lasciarono agli orientali l'intero bottino precedentemente conquistato. Ribeiro si ritirò sul fiume Queguay, per attraversarlo la notte stessa e riparare a Paysandú.

## Conseguenze
Ribeiro riprese a marciare solo qualche settimana dopo la sconfitta; il 19 agosto riuscì a circondare una pattuglia di un centinaio di orientali nei pascoli adiacenti al torrente Laureles, ma questi riuscirono a fuggire lasciando sul campo tre morti. Il 29 settembre iniziò a muoversi anche Curado con il grosso della colonna, scendendo lungo la sponda sinistra del fiume Uruguay in direzione di Montevideo; il 16 ottobre la sua avanguardia si scontrò sul torrente Rabón con la divisione di Rivera, rimasto nella regione con il compito di ostacolarne l'avanzata, costringendolo a retrocedere di 60 km e a lasciare sul terreno 12 soldati.
Dopo aver raccolto nuove truppe sulla sponda occidentale dell'Uruguay, Artigas tornò ad accamparsi sul Queguay per seguire l'esito delle spedizioni militari mandate dal Direttorio di Buenos Aires contro le province argentine sue alleate e per preparare una nuova invasione del territorio brasiliano, che intraprese nell'aprile del 1819.